# Luglon
Luglon – miejscowość i gmina we Francji, w regionie Nowa Akwitania, w departamencie Landy.
Według danych na rok 1990 gminę zamieszkiwało 276 osób, a gęstość zaludnienia wynosiła 7 osób/km² (wśród 2290 gmin Akwitanii Luglon plasuje się na 903. miejscu pod względem liczby ludności, natomiast pod względem powierzchni na miejscu 179.).